# Nathan Paulse
Nathan Paulse (Kaapstad, 7 april 1982) is een Zuid-Afrikaans voetballer die bij voorkeur als spits speelt. In 2013 verruilde hij Supersport United voor Ajax Cape Town. In 2006 debuteerde hij in het Zuid-Afrikaans voetbalelftal.

## Interlandcarrière
Op 8 oktober 2006 maakte Paulse zijn debuut voor het Zuid-Afrikaans voetbalelftal. In de Afrika Cup-kwalificatiewedstrijd tegen Zambia mocht hij twee minuten voor tijd invallen voor Siyabonga Nomvethe.
| Interlands van Nathan Paulse voor Zuid-Afrika | Interlands van Nathan Paulse voor Zuid-Afrika | Interlands van Nathan Paulse voor Zuid-Afrika | Interlands van Nathan Paulse voor Zuid-Afrika | Interlands van Nathan Paulse voor Zuid-Afrika | Interlands van Nathan Paulse voor Zuid-Afrika |
| №                                             | Datum                                         | Wedstrijd                                     | Uitslag                                       | Competitie                                    | Goals                                         |
| Als speler van Ajax Cape Town                 | Als speler van Ajax Cape Town                 | Als speler van Ajax Cape Town                 | Als speler van Ajax Cape Town                 | Als speler van Ajax Cape Town                 | Als speler van Ajax Cape Town                 |
| --------------------------------------------- | --------------------------------------------- | --------------------------------------------- | --------------------------------------------- | --------------------------------------------- | --------------------------------------------- |
| 1                                             | 8 oktober 2006                                | Zambia – Zuid-Afrika                          | 0 – 1                                         | Afrika Cup 2008 (kwalificatie)                | 0                                             |

Bijgewerkt op 5 juni 2015.